# Louise Jones (Leichtathletin)
Louise Jones (* 4. August 1985) ist eine neuseeländische Sprinterin.
2014 schied sie bei den Commonwealth Games in Glasgow mit der neuseeländischen Mannschaft im Vorlauf der 4-mal-400-Meter-Staffel aus und wurde über 400 m Achte beim Leichtathletik-Continentalcup in Marrakesch.
Viermal wurde sie Neuseeländische Meisterin über 400 m (2010, 2011, 2014, 2015) und einmal über 200 m (2014).

## Persönliche Bestzeiten
- 200 m: 24,20 s, 8. Mai 2015, Cairns
- 400 m: 53,29 s, 5. April 2014, Melbourne